# Microzetes hellenicus
Microzetes hellenicus är en kvalsterart som först beskrevs av Sandór Mahunka 1977.  Microzetes hellenicus ingår i släktet Microzetes och familjen Microzetidae. Inga underarter finns listade i Catalogue of Life.